# Памятник труженикам тыла (Челябинск)
Памятник труженикам тыла — памятник в городе Челябинске.
Был торжественно 5 мая 2015 года в челябинском Саду Победы. Памятник возводился на добровольные пожертвования — деньги на изготовление и установку памятника выделили региональное отделение партии «Единая Россия», депутаты, предприятия и горожане Челябинска. На церемонии открытия присутствовал Губернатор Челябинской области Борис Дубровский, который произнёс речь, а также секретарь Челябинского регионального отделения партии «Единая Россия» Владимир Мякуш.
Автор монумента — член Союза художников России скульптор Сергей Воробьёв — создал скульптурную группу из двух подростков: мальчика и девочки в не по размеру больших телогрейках и кирзовых сапогах, внимательно слушающих сводки с фронта из репродуктора. За спиной у детей находится токарный станок, на котором в Челябинске в годы войны изготавливали детали для танков — его предоставил Челябинский тракторный завод. Надпись на невысоком постаменте, облицованном тёмными гранитными плитами и покрытым плитами из светлого мрамора, гласит: «Трудовому подвигу южноуральцев в Великой Отечественной войне 1941−1945 гг.».
Скульптуры подростков-тружеников отлиты из каслинского чугуна. Прототипом образа девочки стала жительница Челябинска Фаина Шарова, которая работать начала с десяти лет. Она рассказала:

«Я работала швеёй. Мы шили одежду на фронт. Работали с восьми утра до четырёх часов дня. Было невероятно тяжело, даже словами не передать. Нас было не так уж и много — дети недоедали, от этого падали в обморок, болели, у станков оставались самые стойкие. Мы столько пережили, что без слез не вспомнить. Хочется пожелать, чтобы такое больше никто и никогда не пережил».

Небольшая площадка вокруг монумента выложена тротуарной плиткой. Рядом с памятником на бетонной тумбе установлена мемориальная доска с перечнем предприятий Челябинска, внесших свой вклад в Великую Победу в годы войны.